# Principado da Acaia
O Principado da Acaia, também chamado Principado da Moreia, (não confundir com o Despotado da Moreia) foi um dos três estados vassalos do Império Latino que sucederam o Império Bizantino depois de ocorrer a captura de Constantinopla durante a Quarta Cruzada. Foi criado em 1210 quando Godofredo I de Villehardouin transformou o Peloponeso, na sua posse, no Principado da Acaia.
O principado converteu-se em vassalo do reino de Tessalônica, com o Ducado de Atenas, até Tessalônica ser capturada por Teodoro, o déspota de Epiro, em 1224. Depois disso, Acaia tornou-se a potência dominante na Grécia, e, em meados do século XIII, o tribunal de Andravida foi considerado a melhor representação de cavalheirismo pelos europeus ocidentais.

## Organização territorial
Acaia era relativamente pequena, consistindo na península do Peloponeso (então conhecido como Moreia), porém suficientemente rico. Vinho, uvas passas, cera, mel, azeite e seda, eram alguns dos produtos exportados. Foi delimitada ao norte pelo Epiro e pelo Ducado de Atenas e cercado por territórios da República de Veneza, e mar Egeu, incluindo os fortes de Modon e Coron no Peloponeso.
Godofredo I de Vilearduin dividiu o território do seu novo domínio entre seus seguidores. O principado foi dividido em 12 baronatos, cada um deles constituído por vários feudos menores, que eram unidades territoriais e financeiras, cada uma correspondendo a um rendimento de 1000 hipérpiros. Foram eles: o Baronato de Ácova (Matágrifo), localizado na Arcádia, com 24 feudos, de Escorta (em Carítena) com 22 feudos, de Nicles e Gieraquia com 6 feudos, de Calávrita com 12 feudos, de Vostitza com 8 feudos, de Velígosti, Grítzena, Passava (em Lacônia) e Chalandrítsa com 4 feudos, enquanto que o Baronato de Calamata foi mantido como um feudo pessoal dos Vilearduinos. Havia também sete baronatos clericais, chefiados pelo bispo de Patras. Propriedades extensas foram também concedidos às ordens militares dos Templários, Hospitalários e Cavaleiros Teutônicos.

## Governo e administração
Os mais importantes senhores seculares e eclesiásticos participaram do conselho, que era presidido pelo príncipe. O conselho tinha grande autoridade, e suas decisões eram ratificadas pelo príncipe. Altos funcionários do principado foram também o chanceler, ministro-chefe do príncipe, o marechal, o policial, o tesoureiro, o provedor, responsável pela tesouraria pessoal do príncipe, e o provedor do castelo, que era responsável pela reposição dos castelos.
O principado também produziu um conjunto único de leis, a Assizes da România, que combinava aspectos do direito bizantino e francês, e se tornou a base para as leis dos outros estados cruzados. Vários títulos bizantinos, como logóteta e protovestiário, continuaram em uso, embora estes títulos fossem adaptados para as concepções do feudalismo ocidental. O sistema pronoia bizantino também foi adaptado para o feudalismo ocidental; camponeses (párikos) tecnicamente propriedade de suas terras, mas as obrigações militares e impostos que não haviam sido submetidos no âmbito do sistema pronoia foram impostas a eles por seus novos senhores franceses.
Os súditos deviam servir o exército do principado por quatro meses a cada ano.[carece de fontes?] Também não podiam deixar o principado, exceto com a permissão do príncipe, e mesmo assim deviam regressar dentro de dois anos e dois dias ou ter seus bens confiscados. [carece de fontes?].

## O principado noséculo XIII
Godofredo I de Vilearduin foi sucedido por seu filho Godofredo II de Vilearduin, que governou até sua morte em 1245. Confiscando os impostos eclesiásticos, nos anos 1221-1223, ele construiu um castelo poderoso em Chlemoutsi, perto da atual Cilene, que usou como sua residência principal. Devido a isso, ele entrou em conflito com a Igreja Católica e foi brevemente excomungado pelo Papa.  Quando João III de Niceia cercou Constantinopla, em 1236, Godofredo II veio ao auxílio do Império Latino de Constantinopla, com 100 cavaleiros, 800 arqueiros e 6 navios.
O filho e sucessor de Godofredo II, Guilherme II de Vilearduin, foi um poeta e trovador, e sua corte teve uma florescente cultura literária, utilizando uma forma distinta de falar francês. Em 1249, Guilherme II mudou a capital de Acaia à fortaleza recém-construída de Mistras, perto de Esparta antiga.
Em 1255, ele se envolveu na Guerra do Terciers da Eubeia, e em 1259 aliou-se a Miguel II Comneno Ducas (r. 1230–1271), déspota do Epiro, contra Miguel VIII Paleólogo de Niceia. No entanto, Miguel II, em seguida, abandonou a aliança para se juntar a Niceia, e Guilherme foi feito prisioneiro na batalha de Pelagônia. Depois que Miguel recapturou Constantinopla, em 1261, Guilherme foi trocado em 1262 por Mistras e o resto do Lacônia, que se tornou um despotado bizantino, assim como um juramento de fidelidade ao imperador.
No entanto, logo após a sua libertação, Guilherme quebrou seu juramento de fidelidade e começou a buscar alianças e com a ajuda de várias nações ocidentais. Informado pelo governador local bizantino das ações de Guilherme, Miguel VIII Paleólogo enviou um exército sob o comando de seu meio-irmão, Constantino, contra Guilherme, mas a expedição foi mal sucedida, os bizantinos primeiro a ser encaminhado à batalha de Prinitza em 1262 e, em seguida, após o regresso de Constantino em Constantinopla, sofrendo uma pesada derrota na batalha de Macriplagi em 1263.
Depois de Guilherme, o principado passou a Carlos de Anjou. Em 1267, Carlos recebeu Acaia do exilado imperador Balduíno II de Constantinopla, que esperava que Carlos pudesse ajudá-lo a restaurar o Império Latino. Carlos e seus descendentes não se pronunciaram pessoalmente em Acaia, mas mandaram o dinheiro e soldados para ajudar o principado defender-se contra os bizantinos.